# Syd- og Mellemamerikamesterskabet i håndbold 2021 (kvinder)
	Syd- og Mellemamerikamesterskabet i håndbold for kvinder 2021 var den 2. udgave af Syd- og Mellemamerikamesterskabet  i håndbold for kvinder. Turneringen blev spillet over fire dage i den paraguayanske hovedstad Asunción, fra den 5. til 9. oktober 2021.
Brasilien vandt turneringen for anden gang i historien, efter finalesejr over Argentina med cifrene 31–22.
Turneringen fungerede også som den syd- og mellemamerikanske del af kvalifikationen til VM 2021 i Spanien, og holdene spillede om de ledige pladser ved VM-slutrunden, som tilfaldt til turneringens medaljevindere fra Brasilien, Argentina og værtslandet Paraguay.

## Mesterskab
| Pos                              | Hold      | K | V | U | T | M+  | M-  | MF   | P  | Kvalifikation |
| -------------------------------- | --------- | - | - | - | - | --- | --- | ---- | -- | ------------- |
| 1                                | Brasilien | 5 | 5 | 0 | 0 | 158 | 79  | +79  | 10 | VM 2021       |
| 2. plads, sølvmedaljemodtager(e) | Argentina | 5 | 4 | 0 | 1 | 167 | 78  | +89  | 8  | VM 2021       |
| 3                                | Paraguay  | 5 | 2 | 1 | 2 | 152 | 128 | +24  | 5  | VM 2021       |
| 4                                | Uruguay   | 5 | 1 | 2 | 2 | 145 | 127 | +18  | 4  |               |
| 5                                | Chile     | 5 | 1 | 1 | 3 | 149 | 125 | +24  | 3  |               |
| 6                                | Bolivia   | 5 | 0 | 0 | 5 | 36  | 270 | −234 | 0  |               |

### Kampe
| 5. oktober 2021 16:00 | Brasilien   | 39–22   | Chile    | Estadio Comite Olimpico Paraguayo, Asunción Dommere: Estrada, Pineda (COL) |
| 5. oktober 2021 16:00 | Quintino 11 | (18–9)  | Lovera 5 | Estadio Comite Olimpico Paraguayo, Asunción Dommere: Estrada, Pineda (COL) |
| 5. oktober 2021 16:00 | 4× 1×       | Rapport | 5×       | Estadio Comite Olimpico Paraguayo, Asunción Dommere: Estrada, Pineda (COL) |

| 5. oktober 2021 18:00 | Argentina | 57–2    | Bolivia     | Estadio Comite Olimpico Paraguayo, Asunción Dommere: Osaldo, Cobá (MEX) |
| 5. oktober 2021 18:00 | Urban 13  | (32–1)  | Anze, Pol 1 | Estadio Comite Olimpico Paraguayo, Asunción Dommere: Osaldo, Cobá (MEX) |
| 5. oktober 2021 18:00 | 1×        | Rapport | 5×          | Estadio Comite Olimpico Paraguayo, Asunción Dommere: Osaldo, Cobá (MEX) |

| 5. oktober 2021 20:00 | Paraguay | 25–25   | Uruguay   | Estadio Comite Olimpico Paraguayo, Asunción Tilskuere: 1,500 Dommere: Correa, Conberse (ARG) |
| 5. oktober 2021 20:00 | Acuña 7  | (11–10) | Pessina 4 | Estadio Comite Olimpico Paraguayo, Asunción Tilskuere: 1,500 Dommere: Correa, Conberse (ARG) |
| 5. oktober 2021 20:00 | 3× 1×    | Rapport | 6×        | Estadio Comite Olimpico Paraguayo, Asunción Tilskuere: 1,500 Dommere: Correa, Conberse (ARG) |

| 6. oktober 2021 16:00 | Bolivia    | 9–71    | Paraguay   | Estadio Comite Olimpico Paraguayo, Asunción Dommere: Lemes, Sosa (URU) |
| 6. oktober 2021 16:00 | Castillo 4 | (3–34)  | Fleitas 19 | Estadio Comite Olimpico Paraguayo, Asunción Dommere: Lemes, Sosa (URU) |
| 6. oktober 2021 16:00 | 2×         | Rapport | 2×         | Estadio Comite Olimpico Paraguayo, Asunción Dommere: Lemes, Sosa (URU) |

| 6. oktober 2021 18:00 | Uruguay  | 18–36   | Brasilien | Estadio Comite Olimpico Paraguayo, Asunción Dommere: Pineda, Estrada (COL) |
| 6. oktober 2021 18:00 | Bianco 5 | (7–15)  | Belo 7    | Estadio Comite Olimpico Paraguayo, Asunción Dommere: Pineda, Estrada (COL) |
| 6. oktober 2021 18:00 | 3× 1×    | Rapport | 4×        | Estadio Comite Olimpico Paraguayo, Asunción Dommere: Pineda, Estrada (COL) |

| 6. oktober 2021 20:00 | Chile    | 17–26   | Argentina | Estadio Comite Olimpico Paraguayo, Asunción Tilskuere: 160 Dommere: Correa, Correa (BRA) |
| 6. oktober 2021 20:00 | Lovera 3 | (4–13)  | Dalle 4   | Estadio Comite Olimpico Paraguayo, Asunción Tilskuere: 160 Dommere: Correa, Correa (BRA) |
| 6. oktober 2021 20:00 | 3× 1×    | Rapport | 5× 1×     | Estadio Comite Olimpico Paraguayo, Asunción Tilskuere: 160 Dommere: Correa, Correa (BRA) |

| 7. oktober 2021 16:00 | Brasilien | 10–0 | Bolivia | Estadio Comite Olimpico Paraguayo, Asunción Dommere: Osaldo, Cobá (MEX) |
| 7. oktober 2021 16:00 | Rapport   |      |         | Estadio Comite Olimpico Paraguayo, Asunción Dommere: Osaldo, Cobá (MEX) |
| 7. oktober 2021 16:00 |           |      |         | Estadio Comite Olimpico Paraguayo, Asunción Dommere: Osaldo, Cobá (MEX) |

| 7. oktober 2021 18:00 | Chile    | 21–21   | Uruguay | Estadio Comite Olimpico Paraguayo, Asunción Tilskuere: 100 Dommere: Correa, Conberse (ARG) |
| 7. oktober 2021 18:00 | Lovera 8 | (9–7)   | Fynn 5  | Estadio Comite Olimpico Paraguayo, Asunción Tilskuere: 100 Dommere: Correa, Conberse (ARG) |
| 7. oktober 2021 18:00 | 3×       | Rapport | 6×      | Estadio Comite Olimpico Paraguayo, Asunción Tilskuere: 100 Dommere: Correa, Conberse (ARG) |

| 7. oktober 2021 20:00 | Argentina | 29–13   | Paraguay | Estadio Comite Olimpico Paraguayo, Asunción Tilskuere: 400 Dommere: Araújo, Perdomo (URU) |
| 7. oktober 2021 20:00 | Karsten 7 | (14–5)  | Acuña 6  | Estadio Comite Olimpico Paraguayo, Asunción Tilskuere: 400 Dommere: Araújo, Perdomo (URU) |
| 7. oktober 2021 20:00 | 2×        | Rapport | 5× 1×    | Estadio Comite Olimpico Paraguayo, Asunción Tilskuere: 400 Dommere: Araújo, Perdomo (URU) |

| 8. oktober 2021 16:00 | Bolivia    | 13–66   | Chile     | Estadio Comite Olimpico Paraguayo, Asunción Tilskuere: 50 Dommere: Estrada, Pineda (COL) |
| 8. oktober 2021 16:00 | Castillo 6 | (4–27)  | Lovera 14 | Estadio Comite Olimpico Paraguayo, Asunción Tilskuere: 50 Dommere: Estrada, Pineda (COL) |
| 8. oktober 2021 16:00 | 3×         | Rapport | 1×        | Estadio Comite Olimpico Paraguayo, Asunción Tilskuere: 50 Dommere: Estrada, Pineda (COL) |

| 8. oktober 2021 18:00 | Argentina | 33–15   | Uruguay  | Estadio Comite Olimpico Paraguayo, Asunción Tilskuere: 180 Dommere: Correa, Correa (BRA) |
| 8. oktober 2021 18:00 | Karsten 9 | (14–11) | Grosso 5 | Estadio Comite Olimpico Paraguayo, Asunción Tilskuere: 180 Dommere: Correa, Correa (BRA) |
| 8. oktober 2021 18:00 | 2×        | Rapport | 6×       | Estadio Comite Olimpico Paraguayo, Asunción Tilskuere: 180 Dommere: Correa, Correa (BRA) |

| 8. oktober 2021 20:00 | Paraguay    | 17–42   | Brasilien   | Estadio Comite Olimpico Paraguayo, Asunción Tilskuere: 350 Dommere: Araújo, Perdomo (URU) |
| 8. oktober 2021 20:00 | Fernández 4 | (5–22)  | De Castro 6 | Estadio Comite Olimpico Paraguayo, Asunción Tilskuere: 350 Dommere: Araújo, Perdomo (URU) |
| 8. oktober 2021 20:00 | 2×          | Rapport | 1×          | Estadio Comite Olimpico Paraguayo, Asunción Tilskuere: 350 Dommere: Araújo, Perdomo (URU) |

| 9. oktober 2021 16:00 | Uruguay              | 66–12   | Bolivia | Estadio Comite Olimpico Paraguayo, Asunción Tilskuere: 250 Dommere: Cobá, Osaldo (MEX) |
| 9. oktober 2021 16:00 | Eastman, Tournier 13 | (29–6)  | Pol 4   | Estadio Comite Olimpico Paraguayo, Asunción Tilskuere: 250 Dommere: Cobá, Osaldo (MEX) |
| 9. oktober 2021 16:00 | 1×                   | Rapport | 3×      | Estadio Comite Olimpico Paraguayo, Asunción Tilskuere: 250 Dommere: Cobá, Osaldo (MEX) |

| 9. oktober 2021 18:00 | Paraguay  | 26–23   | Chile    | Estadio Comite Olimpico Paraguayo, Asunción Dommere: Correa, Conberse (ARG) |
| 9. oktober 2021 18:00 | Mendoza 7 | (14–13) | Lovera 8 | Estadio Comite Olimpico Paraguayo, Asunción Dommere: Correa, Conberse (ARG) |
| 9. oktober 2021 18:00 | 6× 2×     | Rapport | 4× 1×    | Estadio Comite Olimpico Paraguayo, Asunción Dommere: Correa, Conberse (ARG) |

| 9. oktober 2021 20:00 | Brasilien  | 31–22   | Argentina | Estadio Comite Olimpico Paraguayo, Asunción Tilskuere: 700 Dommere: Lemes, Sosa (URU) |
| 9. oktober 2021 20:00 | Quintino 7 | (17–8)  | Cavo 5    | Estadio Comite Olimpico Paraguayo, Asunción Tilskuere: 700 Dommere: Lemes, Sosa (URU) |
| 9. oktober 2021 20:00 | 4× 1×      | Rapport | 2×        | Estadio Comite Olimpico Paraguayo, Asunción Tilskuere: 700 Dommere: Lemes, Sosa (URU) |

## Statistikker

### Top målscorere
| Rank | Spiller           | Mål |
| ---- | ----------------- | --- |
| 1    | Valeska Lovera    | 38  |
| 2    | Rosario Urban     | 32  |
| 3    | Jéssica Quintino  | 28  |
| 4    | Romina Ramírez    | 25  |
| 4    | Fátima Acuña      | 25  |
| 6    | Malena Cavo       | 22  |
| 6    | Jessica Fleitas   | 22  |
| 8    | Elke Karsten      | 19  |
| 8    | Fernanda Insfrán  | 19  |
| 8    | Viviana Ferrari   | 19  |
| 8    | Catalina Tournier | 19  |

### All-Star team
All Star-holdet blev offentliggjort den 11. oktober 2020.
| Position     | Spiller             |
| ------------ | ------------------- |
| Målvogter    | Renata Arruda       |
| Højre wing   | Jéssica Quintino    |
| Højre back   | Malena Cavo         |
| Playmaker    | Ana Paula Belo      |
| Venstre back | Elke Karsten        |
| Venstre fløj | Fátima Acuña        |
| Stregspiller | Tamires Morena Lima |